# Or che l'aura mia dolce altrove spira
Or che l'aura mia dolce altrove spira è un sonetto delle Rime d'amore di Torquato Tasso.
Il sonetto è dedicato a Laura Correggiara, giovinetta bellissima e dama di Leonora d'Este, in occasione della sua partenza dalla città verso la campagna.

## Testo e parafrasi
| Testo | Parafrasi |
| --- | --- |
| Or che l'aura mia dolce altrove spira Fra selve e campi, ahi, ben di ferro ha 'l core Chi riman qui solingo, ove d’orrore È cieca valle, di miseria e d’ira. Qui nessun raggio di beltà si mira: Rustico è fatto e co' bifolci Amore Pasce gli armenti e 'n su l'estivo ardore 8Or tratta il rastro ed or la falce aggira. O fortunata selva, o liete piagge, Ove le fere ove le piante e i sassi Appreso han di valor senso e costume! Or che far non potria quel dolce lume, Se fa, d’ond’egli parte, ov'egli stassi, Civili i boschi e le città selvagge? | La mia dolce aria soffia altrove fra boschi e campi, ahi, chi rimane qui solo in questa valle buia ha davvero un cuore di ferro, poiché è piena di miseria e ira. Qui non si vede nessun raggio di bellezza: l’Amore è rustico e si nutre con i contadini occupandosi del bestiame durante il caldo estivo, ora arando i campi e ora muovendo la falce O fortunata foresta, o lieti declivi, dove le bestie selvatiche, dove persino le piante e i sassi hanno potuto apprendere i modi virtuosi! Ora di che cosa non sarebbe capace quella dolce luce, se sa rendere civili i boschi dove risiede, e selvagge le città da cui si allontana? |

## Analisi
Il poeta lamenta la partenza della donna amata per le campagne: la città è ormai divenuta un luogo selvaggio mentre nel bosco e nei campi le bestie selvatiche, le piante e i sassi hanno potuto apprendere le maniere civili della donna.

## Struttura metrica
Il sonetto è costituito da 14 versi, divisi in quattro strofe: 2 quartine e 2 terzine. Le rime sono costituite secondo lo schema metrico ABBA-ABBA; CDE-EDC.